# クロード・ジディ
クロード・ジディ（Claude Zidi、1934年7月25日 - ）はフランスの映画監督・脚本家。

## 人物
バーレスク・コメディを得意とした。パリに生まれ、カメラマンとしてスタート。その後、撮影監督を経て、1971年に監督・脚本家としてデビューした。「フレンチ・コップス」でセザール賞最優秀作品賞・最優秀監督賞を受賞、最優秀脚本賞にもノミネートされていた。

## 監督作品
- クレイジー・ボーイ／突撃大作戦　Les Bidasses en folie（1971）
- クレイジー・ボーイ／金メダル大作戦　Les fous du Stade（1972）
- クレージー４人組／スーパーマーケット珍作戦　Le grand bazar（1973）
- クレイジー・ボーイ／ミサイル珍作戦　Les Bidasses s'en vont en guerre（1974）
- おかしなおかしな高校教師　La Moutarde me monte au nez（1974）
- 冒険喜劇　大出世　La Course à l'échalote（1975）
- 手羽先とモモ　L'aile ou la cuisse'（1976）
- ムッシュとマドモアゼル　L'Animal（1977）
- La Zizanie（1978）
- Bête mais discipliné（1979）
- ザ・カンニング IQ=0　Les sous doués（1980）
- Inspecteur la Bavure（1980）
- ザ・カンニング／アルバイト情報　Les Sous-doués en vacances（1982）
- Banzaï（1983）
- フレンチ・コップス　Les Ripoux（1984）  - セザール賞最優秀作品賞・最優秀監督賞
- Les rois du gag（1985）
- Association de Malfaiteurs（1987）
- ふたり　Deux（1989）
- Ripoux contre ripoux（1989）
- La Totale!（1991） - 後に「トゥルーライズ」としてリメイク
- Profil bas（1993）
- アルレット　Arlette（1997）
- アステリクスとオベリクス　Astérix et Obélix contre César（1991） - アステリックスを参照
- La boîte（2001）
- Ripoux 3（2003）